# Chiesa di San Marco in San Girolamo
La chiesa di San Marco in San Girolamo (in antico San Girolamo degli Scalzi) è una chiesa parrocchiale di origine carmelitana del XVIII secolo situata a Vicenza. È un edificio barocco che conserva al suo interno varie opere di artisti veneti del primo Settecento e una sagrestia con il mobilio intarsiato originale.

## Storia

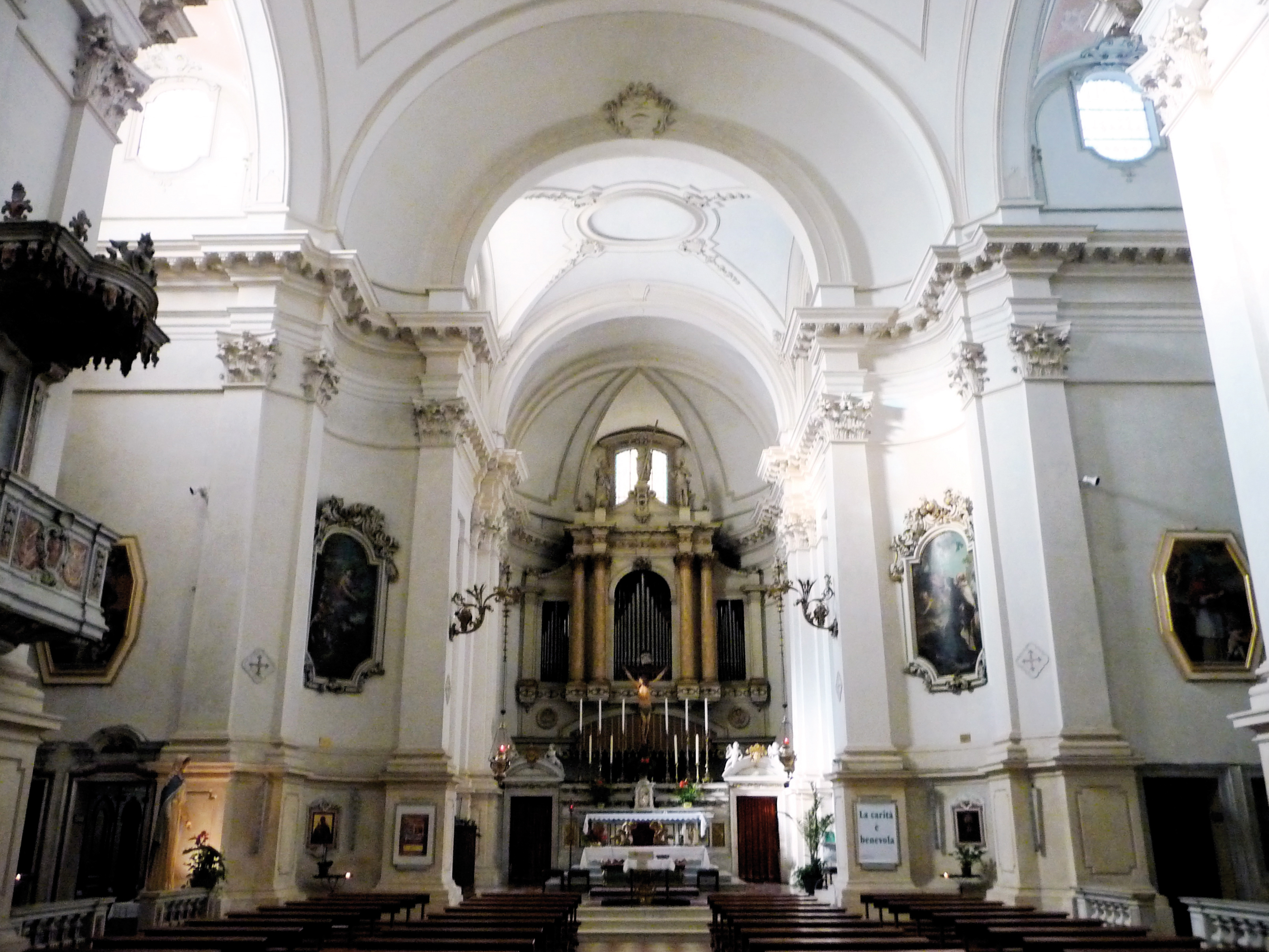
Navata

La prima chiesa di San Marco in Borgo Pusterla fu probabilmente costruita e cominciò a essere elencata fra le sette cappelle della città verso il 1280, appena al di fuori del ponte Pusterla. Era situata in una zona malsana e frequentemente soggetta ad allagamenti e dovette essere restaurata più volte durante il corso dei secoli. Dipendeva dalla cattedrale e non aveva quindi fonte battesimale; funzionò come chiesa parrocchiale fino al 1810, quando - dopo la soppressione napoleonica degli ordini religiosi - fu permutata con quella dei Carmelitani Scalzi e, subito dopo, demolita.
L'attuale chiesa parrocchiale di San Marco, invece, sorge nei pressi dell'area di un precedente edificio religioso costruito dai Gesuati dal 1481 al 1491 e dedicato a San Girolamo, del quale restano la torre campanaria e alcune pietre tombali. A seguito della soppressione della congregazione dei Gesuati nel 1668, chiesa e convento furono acquistati dai Carmelitani Scalzi, che in seguito ampliarono il complesso, riedificando la chiesa tra il 1720 e il 1727 e aggiungendo al titolo di San Girolamo quello di Santa Teresa. Negli anni successivi furono poco a poco completati, con gran dispendio di risorse, gli altari e la decorazione interna. La pavimentazione, a lastre di marmo bianche e rosse, è del 1745.
Rimane incerta l'attribuzione del progetto, che suggerisce più mani e, nello stile, accostabile all'opera dell'architetto veneziano Giorgio Massari (1687-1766), in collaborazione Francesco Muttoni; è stato inoltre fatto il nome del vicentino Giuseppe Marchi (1669-1757). La facciata fu costruita nel 1756 su disegno del bresciano Carlo Corbellini (nello stesso anno venne redatto un progetto alternativo in stile palladiano da parte di Ottone Calderari, poi utilizzato per la chiesa dei Filippini in Corso Palladio a Vicenza). L'anno successivo fu completato l'altare maggiore.
La chiesa, sebbene utilizzata per funzioni religiose fin dal 1725, ancora prima del completamento della copertura, fu solennemente consacrata nel 1760 dal cardinale e vescovo di Vicenza Antonio Maria Priuli e intitolata a due santi: conservò l'antico titolo di San Girolamo, aggiungendo quello di Santa Teresa del Gesù, fondatrice dell'Ordine dei Carmelitani Scalzi. Fu comunemente detta "Chiesa degli Scalzi".
Nel 1810 le leggi napoleoniche soppressero gli ordini religiosi e i conventi, incamerandone i beni. La chiesa di San Girolamo degli Scalzi, dopo essere stata destinata per breve tempo a manifattura di tabacchi, fu assegnata nello stesso anno alla parrocchia di San Marco, di cui assunse il titolo, divenendo la chiesa di San Marco in San Girolamo (l'antica chiesa di San Marco, che sorgeva a poche centinaia di metri, nei pressi di Ponte Pusterla, fu venduta e demolita poco dopo).
La chiesa come costruita dai Carmelitani è rimasta essenzialmente intatta, pur avendo subito vari interventi di restauro (quello del 1894 è ricordato in una lapide sopra il portale d'ingresso). Il convento fu affidato nel 1837 dall'imperatore d'Austria Francesco I alla congregazione religiosa femminile dell'Istituto della Beata Vergine Maria (localmente detta delle Dame Inglesi).

## Descrizione

### Esterno

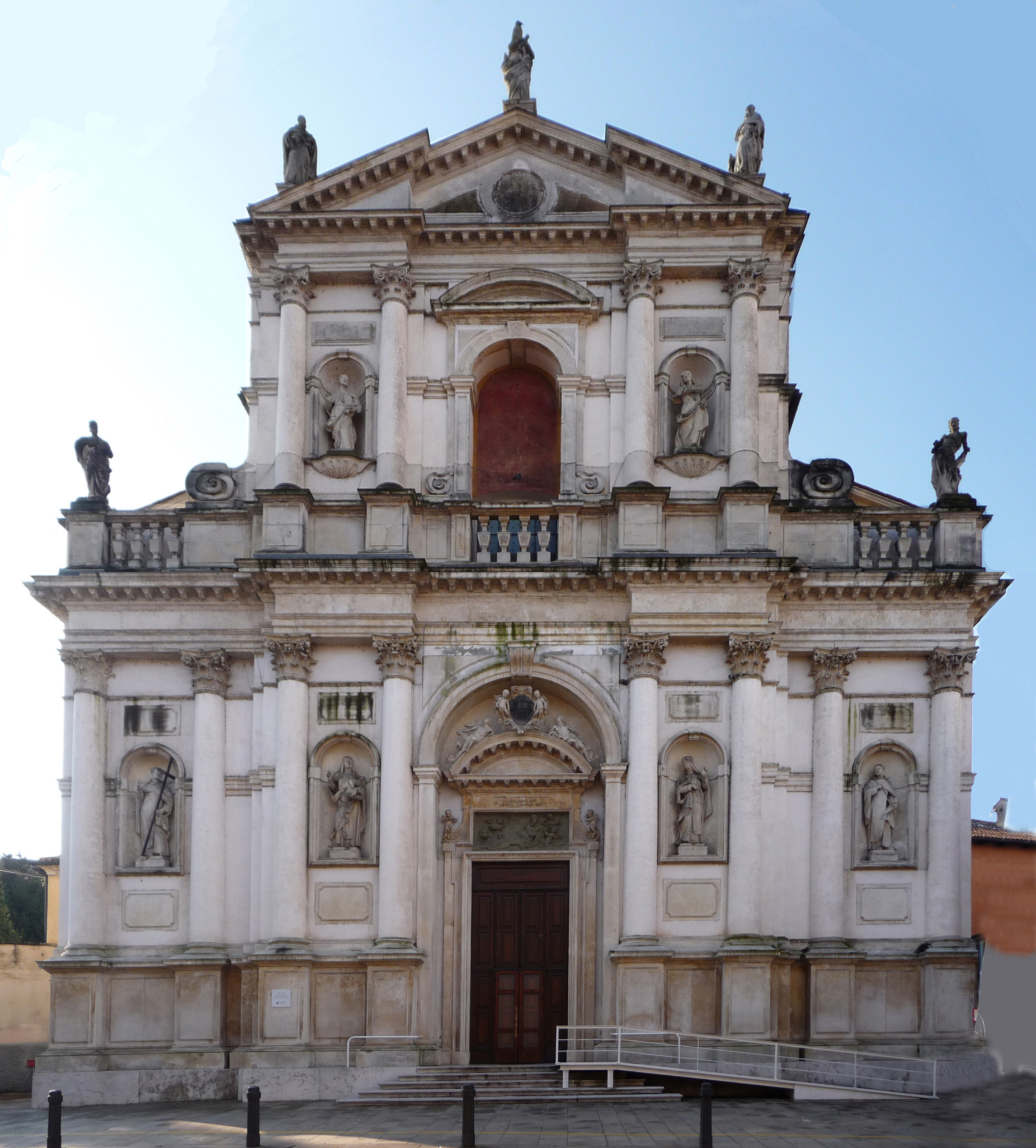
Facciata della Chiesa di San Marco in San Girolamo, vista frontale.

Le grandi proporzioni della facciata, progettata nel 1756 dall'architetto bresciano Carlo Corbellini in stile barocco, con le sue decorazioni e le sue undici statue di santi, non si colgono facilmente, mancando un sagrato di adeguate dimensioni. La facciata è costituita da due ordini di semicolonne corinzie su alti piedistalli. Le ali sono ornate con statue agli angoli. Il timpano triangolare, con sottili cornici, reca altre tre statue nel coronamento. Nel piano inferiore, negli spazi tra le semicolonne, si aprono quattro nicchie, nel piano superiore due, con una grande nicchia al centro. L'alto finestrone centrale, che dà luce all'interno, è cieco nella parte superiore e originariamente dipinto in trompe l'œil.
Per questa stessa facciata fu elaborato nel 1756 un primo progetto in stile palladiano da Ottone Calderari, non realizzato, poi adattato nel 1824 dall'architetto Antonio Piovene per un'altra chiesa cittadina, quella dei Filippini in Corso Palladio.
La torre campanaria (visibile sul retro della chiesa) è quella originale eretta nel XV secolo per la chiesa e convento dei Gesuati. Fu sopraelevata nel 1933 su disegno dell'ingegnere Giuseppe Dal Conte, per collocarvi cinque campane fuse da Colbachini di Padova. L'attuale concerto conta 14 campane, tuttora suonate a mano. La scuola campanaria di San Marco è l'unica realtà cittadina custode del suono a mano (o a corda).

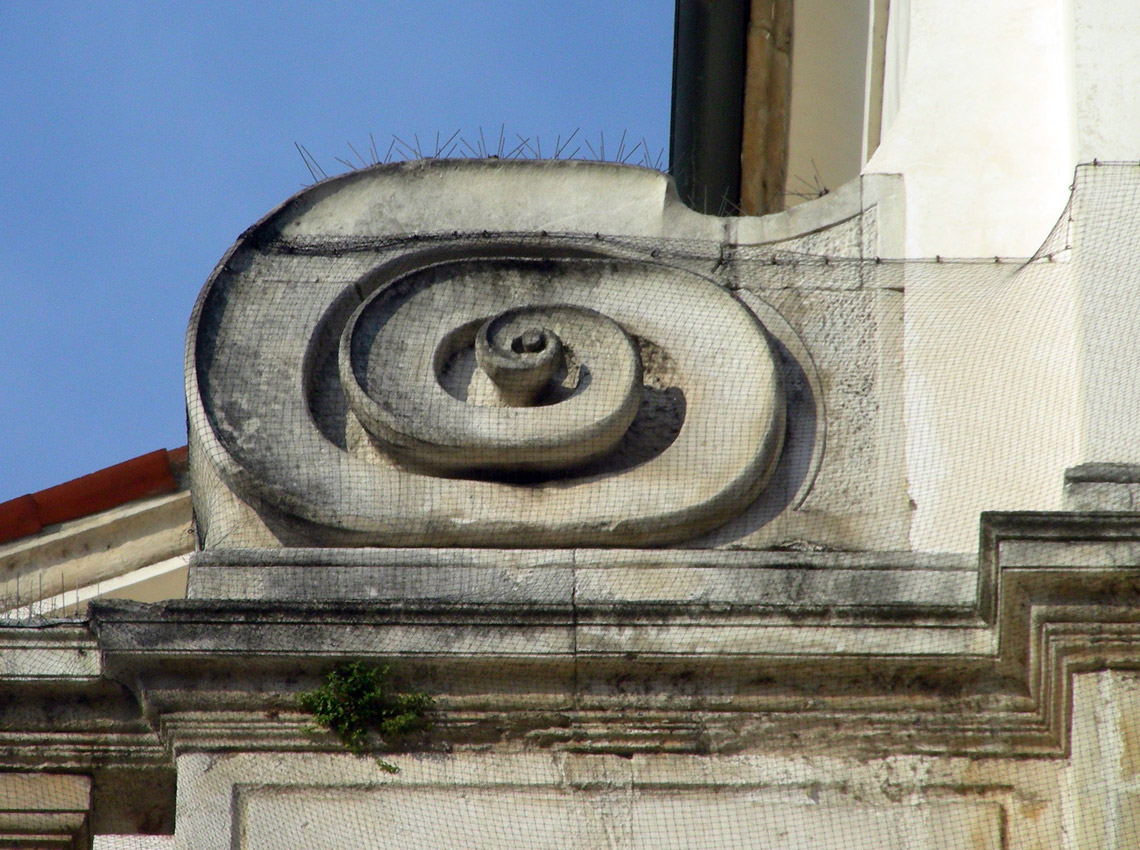
Dettaglio di una delle due volute in facciata
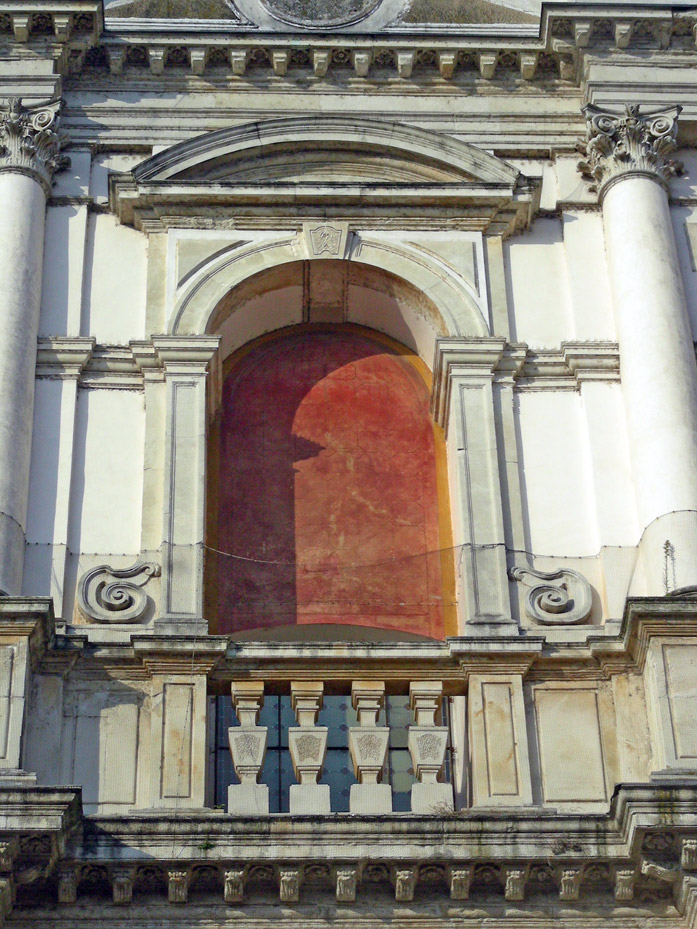
Dettaglio della finestra centrale in facciata
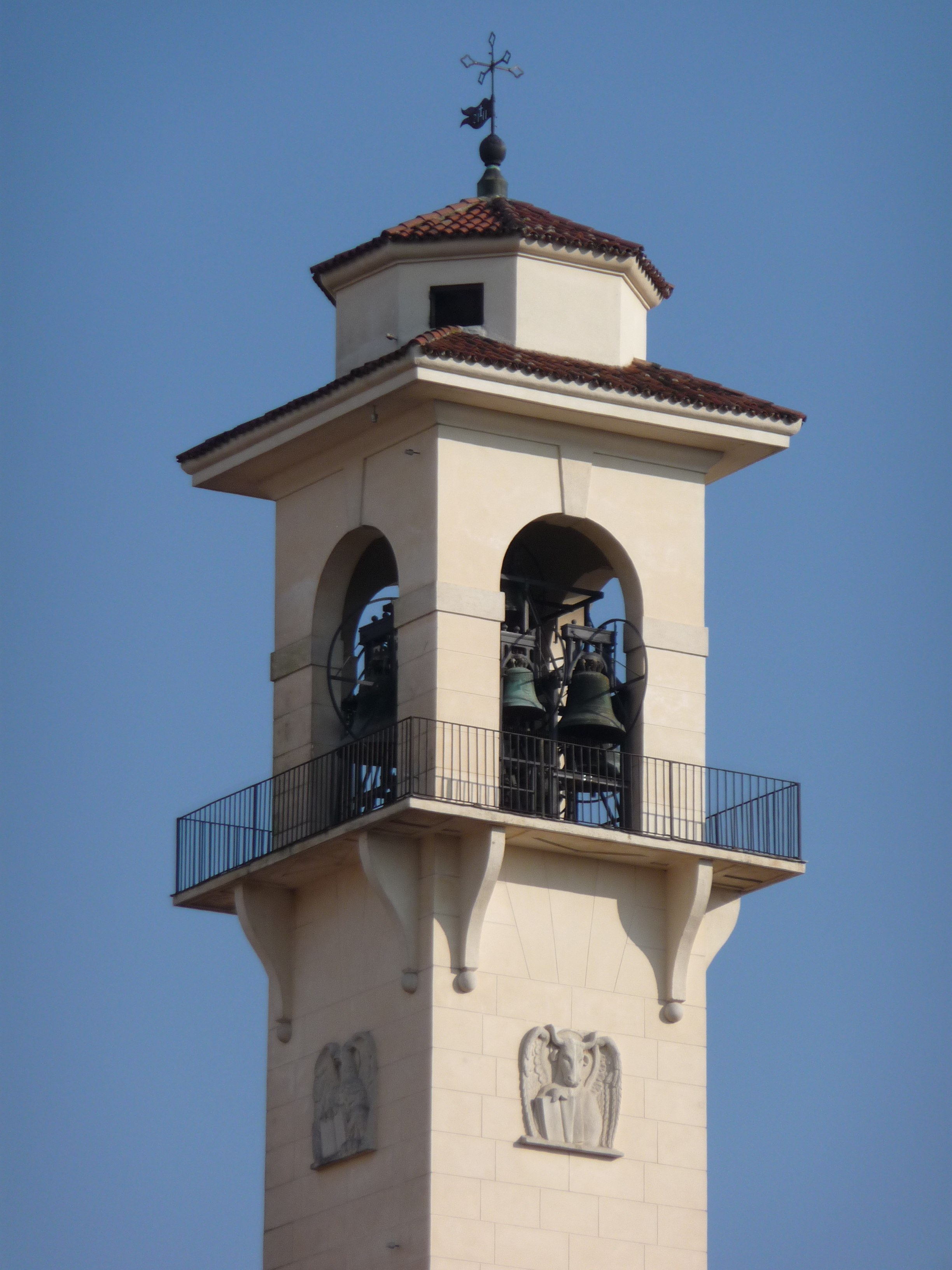
Dettaglio della torre campanaria

### Interno

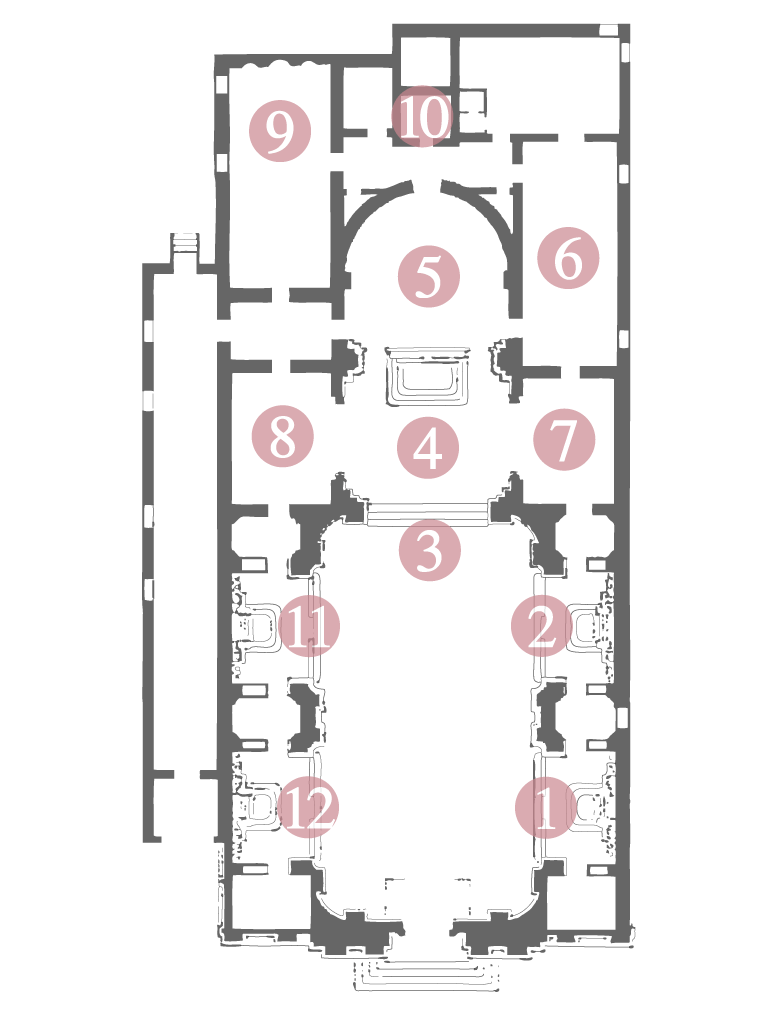
Planimetria della chiesa di San Marco in San Girolamo:
1 - Cappella di San Giovanni della Croce
2 - Cappella di Santa Teresa d'Avia
3 - Arco trionfale tra navata e presbiterio
4 - Presbiterio
5 - Coro
6 - Sacrestia
7 - Cappella a destra del presbiterio
8 - Cappella a sinistra del presbiterio
9 - Cappella invernale
10 - Cella campanaria
11 - Cappella della Madonna del Carmine
12 - Cappella di Sant'Anna

L'interno della chiesa, di grande respiro, è a navata unica, con alte cappelle laterali, ognuna delle quali fornisce luce all'aula attraverso tre ampie finestre.
La navata misura 28 metri di lunghezza e 11,5 di larghezza (21 metri se si comprendono le cappelle); il presbiterio è lungo 18 metri compresa l'abside semicircolare. La navata è costituita da due campate. Il ritmo è scandito da un ordine unico di pilastri corinzi che poggiano su un alto piedistallo di pietra. Ai lati della navata sono collocate quattro cappelle fornite di ricchi altari, mentre ai lati del presbiterio si aprono due ulteriori cappelle (oggi prive di altare) a formare il transetto. All'interno dei quattro poderosi pilastri che separano una cappella dall'altra sono ricavati spazi ciechi, un tempo usati come piccoli oratori, e oggi in parte per i confessionali. La pavimentazione è quella originale del 1745.

#### Prima cappella a destra (1)
È dedicata a san Giovanni della Croce, cofondatore dell'Ordine dei Carmelitani Scalzi. L'altare è in pregiato marmo di Carrara. Al di sopra si innalzano quattro colonne corinzie in breccia grigio-violacea africana, che reggono un timpano arcuato e spezzato, sormontato da un alto attico con timpano triangolare, nel cui centro risplende una croce dorata con ai lati due vasi fiammeggianti. È un'importante opera del primo XVIII secolo di gusto veneziano. La pala del 1735-50 è una delle migliori opere del pittore vicentino Costantino Pasqualotto detto il Costantini e rappresenta La visione di San Giovanni della Croce. Il santo è raffigurato in ginocchio davanti a un crocifisso, mentre Cristo, con la croce sulle spalle, gli appare tra le nubi con un corteo di angeli. A destra della cappella si apre il battistero, ricavato nel 1909 all'interno di un ambiente preesistente, con il fonte battesimale scolpito in pietra e un bassorilievo di san Giovanni Battista.

#### Seconda cappella a destra (2)

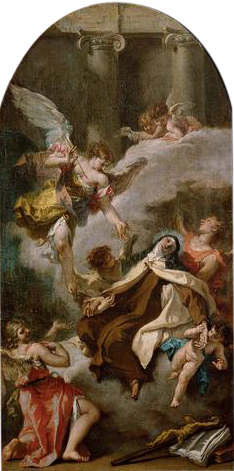
Sebastiano Ricci, Estasi di santa Teresa d'Avila (1724)

È dedicata a santa Teresa d'Avila, la mistica spagnola ispiratrice e fondatrice dei Carmelitani Scalzi. Anche questo altare è in marmo bianco di Carrara con quattro colonne corinzie, che reggono un timpano arcuato sul quale sono adagiati due angeli. Base e capitelli sono in bronzo; fregi di bronzo dorato sono sul paliotto e sui piedistalli. La pala, eseguita entro il 1724 da Sebastiano Ricci (1659-1734), rappresenta L'estasi di Santa Teresa (o transverberazione); ritenuta uno dei capolavori del pittore bellunese, comunica un'intensa emozione e un senso di un mistico abbandono. La santa, ritratta dentro un tempio con colonne ioniche, è svenuta ed è sostenuta da un angelo in veste rossa, mentre un altro di fronte brandisce la freccia ardente dell'amor divino. Due angeli tengono allargate le braccia della santa, mentre un altro, sorridente, la addita ai fedeli.

#### Ai lati dell'arco che separa la navata dal presbiterio (3)
Due dipinti, in sfarzosa cornice del primo Settecento, raffigurano due figure di profeti in vesti carmelitane: il profeta Eliseo (pilastro a destra) e il profeta Elia (pilastro a sinistra), cui un angelo indica l'acqua e il pane. Sono entrambe opera del veronese Matteo Brida (1699-1745), espressione di un gusto ancora seicentesco.

#### Presbiterio (4)
L'altare maggiore, dedicato a san Girolamo, è in marmo di Carrara con fregi di bronzo dorato e fu completato nel 1757. Al centro del paliotto una placca rappresenta san Girolamo che si percuote il petto. Ai due lati, due placche rappresentano santa Teresa (a sinistra) e san Giovanni della Croce (a destra). La portella del tabernacolo è in argento sbalzato, dorato e cesellato. Ai lati, le due coppie di angeli sopra le porte marmoree del coro sono opera di Giacomo Cassetti (1703-1760). Sculture lignee laccate e dorate di notevole pregio, appartenenti all'antico arredo della chiesa (sec. XVIII), sono state adattate per realizzare i due amboni, l'altare rivolto al popolo e la sede del celebrante.

#### Coro (5)
Dietro l'altare si può ammirare l'antico coro con gli stalli lignei dei monaci (restaurato nel 2010). Un'iscrizione sul pavimento con lo stemma carmelitano testimonia la presenza di una cripta sottostante (non più accessibile) in cui riposano le spoglie mortali dei padri carmelitani. L'imponente organo che sovrasta il coro fu costruito nel 1900 dalla ditta Pugina e inserito in una solenne struttura lignea progettata dall'architetto Vittorio Barichella. Sulla cimasa dell'organo è collocata la statua di Cristo Redentore, opera dello scultore Belcaro, fiancheggiata dalle statue di san Marco (a sinistra) e san Girolamo (a destra). L'organo, restaurato nel 2009, è apprezzato durante i concerti.

#### Sacrestia (6)
Nella grande sala della sacrestia, di notevolissimo pregio è il complesso di altare e armadi in noce e radica di noce a intarsio e intaglio, opera originale dei primi del XVIII secolo interamente restaurata nel 1988-89, che ospita 157 cassetti e 93 porte. Sulla parete di fondo è collocato l'altare con due colonne e timpano spezzato, fiancheggiato da due armadi con timpano ricurvo. Fra le due colonne è collocata una tela di Bartolomeo Letterini (1669-1745) raffigurante la Vergine, Gesù Bambino, santa Teresa, san Giuseppe, san Gioacchino e sant'Anna. Davanti alla pala è collocato un crocifisso in legno di bosso. Alle pareti laterali sono addossati due grandi armadi, composti ciascuno da tre corpi maggiori uniti tra loro da due corpi più bassi divisi da lesene. Le parti centrali sono abbellite da due tele dello stesso Letterini: quella di destra raffigura san Giovanni della Croce, quella di sinistra san Giuseppe con il Bambino Gesù.
I paramenti liturgici un tempo conservati negli appositi cassetti della sacrestia sono esposti in una saletta attigua.

#### Cappella a destra del presbiterio (7)
Nella parete di fondo è collocato una tela dell'artista vicentino Antonio De Pieri detto "Lo Zoppo" (1671-1751) raffigurante San Girolamo in gloria (1727), mentre contempla il crocifisso ed è elevato in cielo dagli angeli. È giudicata la migliore opera di questo artista conservata a Vicenza. In origine era collocata in posizione centrale nell'abside.

#### Cappella a sinistra del presbiterio (8)
Sulla parete di fondo sono esposte due opere seicentesche della famiglia dei Maganza, già appartenenti all'antica chiesa di San Girolamo dei Gesuati.
Quella di sinistra è opera di Giovanni Battista Maganza il Giovane e rappresenta Cristo deposto con Maria e la Maddalena, Giovanni Evangelista e San Nicola vescovo (1615); quella di destra è di Alessandro Maganza e raffigura la Santissima Trinità tra il Beato Giovanni Colombini e San Carlo Borromeo (1612).

#### Cappella invernale (9)

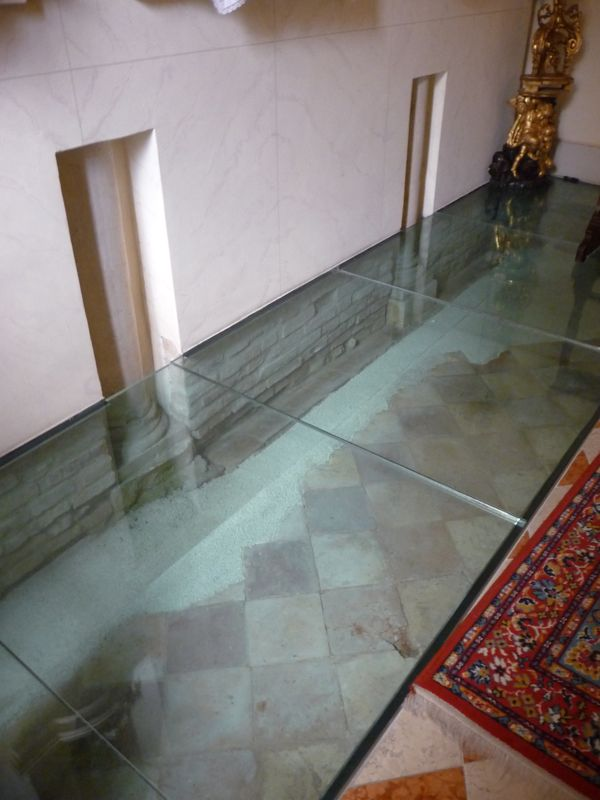
Cappella invernale, dettaglio della pavimentazione originale e colonnine del chiostro.

Restaurata nei primi anni duemila e dedicata a Gesù Misericordioso e san Girolamo, la cappella separata conserva una rarissima tela di Giovanni Battista Maganza il Vecchio (1513-1586) detto il Magagnò, raffigurante San Girolamo penitente (prima del 1570), prima opera nota e datata dell'artista. La parete di fondo della cappella presenta tre nicchie poco profonde, rinvenute con il restauro, che ospitano icone in stile bizantino di recente fattura raffiguranti Cristo, San Marco e Santa Maria. Sul fondo si possono notare alcune tracce dell'antico convento dei Gesuati: le colonnine del chiostro, poi inglobate nel muro con l'ampliamento della chiesa da parte dei Carmelitani, e un'ampia sezione della pavimentazione originale a quadri bianchi e rossi.

#### Cella campanaria (10)
Situata dietro l'abside, perfettamente in asse con la pianta della chiesa, la cella campanaria era raggiungibile attraverso la porta al centro del coro che metteva in comunicazione diretta con il convento. All'interno della cella è visibile un affresco con il monogramma di Gesù, IHS, risalente al convento dei Gesuati; s'incontrano altri affreschi salendo le scale che portano alle quindici campane (la più grande del peso di circa 10 quintali), pochi metri più in su della base, verso la porta che conduce all'organo e accedendo a piccoli ambienti che erano usati dai frati.

#### Seconda cappella a sinistra (11)
L'altare è dedicato alla Madonna del Carmine. Quattro colonne in elegante marmo Rosso di Francia reggono un timpano, sormontato da un vivace fastigio. Al centro del timpano è collocata una ghirlanda con due palme di metallo dorato. Paliotto, piedistalli e balaustra sono intarsiate in marmo rosso. La pala, opera del veronese Antonio Balestra (1666-1740), rappresenta la Visione della Vergine che consegna lo scapolare al Beato Simone Stock alla presenza di San Giuseppe (circa 1730). Al centro in basso è raffigurato san Giuseppe, cui un angelo regge un giglio. Sui lati sono appesi due dipinti di fine Settecento-inizio Ottocento: quello a destra raffigura san Patrizio, quello a sinistra san Giovanni Confessore; provengono dalla distrutta chiesa di San Bartolomeo, come gli altri cinque dipinti in cornici ottagonali esposti nelle altre cappelle.

#### Prima cappella a sinistra (12)
L'altare della cappella di sant'Anna è in marmo di Carrara e dietro si alzano quattro colonne corinzie di breccia grigio-violacea africana, che reggono un timpano arcuato, sormontato da due statue con al centro uno stemma. La pala raffigura L'educazione della Vergine Maria con Anna, Gioacchino e Maria bambina, con san Gioacchino nell'atto di istruire la fanciulla Maria circa la profezia di Isaia: “Ecce virgo concipiet”. Secondo alcuni l'opera sarebbe di Lodovico Buffetti (1722-1782), secondo altri di Gaetano Scabri (1741-1820).

## Opere d'arte

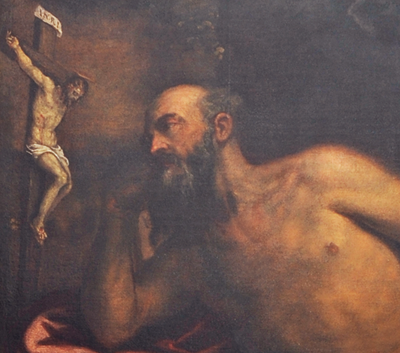
Giovanni Battista Maganza il Vecchio detto il Magagnò, San Girolamo penitente (1570), dettaglio.

Principali opere d'arte conservate nella chiesa:
- Costantino Pasqualotto detto il Costantini, La visione di San Giovanni della Croce (tra il 1735 e il 1750), pala del primo altare a destra
- Sebastiano Ricci, Estasi di Santa Teresa D'Avila (ca. 1725), pala del secondo altare a destra
- Lodovico Buffetti (attribuito a), Educazione della Vergine con Anna, Gioacchino e Maria Bambina, pala del primo altare a sinistra
- Antonio Balestra, Visione della Vergine che consegna lo scapolare al Beato Simone Stock alla presenza di San Giuseppe (tra 1725 e i primi anni trenta), pala del secondo altare a sinistra
- Antonio De Pieri detto lo Zoppo, San Girolamo trasportato in cielo dagli angeli (1727), transetto destro (un tempo collocato nell'abside)
- Matteo Brida, Il profeta Elia e Il profeta Eliseo (prima metà del Settecento), pareti concave ai lati dell'arco trionfale del presbiterio
- Giovanni Battista Maganza il Giovane, Cristo deposto con Maria e la Maddalena, Giovanni Evangelista e San Nicola vescovo (1615), parete del transetto sinistro del presbiterio (proveniente dalla precedente chiesa dei Gesuati)
- Alessandro Maganza, La Trinità tra il Beato Giovanni Colombini e San Carlo Borromeo (1612), transetto sinistro (proveniente dalla precedente chiesa dei Gesuati)
- Giovanni Battista Maganza il Vecchio detto il Magagnò, San Girolamo penitente (1570), cappella di Gesù Misericordioso e San Girolamo